# Cráter de impacto
Un cráter de impacto o astroblema es la depresión que deja el impacto de un meteorito en la superficie de un cuerpo planetario (planeta, planeta enano, asteroide o satélite) de superficie sólida.
A diferencia de los cráteres volcánicos, que son el resultado de una explosión o un colapso interno, los cráteres de impacto suelen tener bordes elevados y pisos que tienen una elevación más baja que el terreno circundante. Los cráteres de impacto lunar van desde cráteres microscópicos en rocas lunares devueltas por el programa Apolo y depresiones pequeñas, simples y en forma de cuenco en el regolito lunar a cuencas de impacto grandes, complejas y con múltiples anillos. El cráter Barringer es un ejemplo bien conocido de un pequeño cráter de impacto en la Tierra.
Los cráteres de impacto son las características geográficas dominantes en muchos objetos sólidos del sistema solar, como la Luna, Mercurio, Calisto, Ganímedes y la mayoría de las lunas y asteroides pequeños. En otros planetas y lunas que experimentan procesos geológicos superficiales más activos, como la Tierra, Venus, Europa, Io y Titán, los cráteres de impacto visibles son menos comunes porque se erosionan, entierran o transforman por la tectónica con el tiempo. Donde tales procesos han destruido la mayor parte de la topografía original del cráter, los términos estructura de impacto o astroblema son más comúnmente utilizados. En la literatura temprana, antes de que se reconociera ampliamente la importancia de la formación de cráteres por impacto, los términos criptoexplosión o estructura criptovolcánica se usaban a menudo para describir lo que ahora se reconoce como características relacionadas con el impacto en la Tierra.
Los registros de cráteres de superficies muy antiguas, como Mercurio, la Luna y las tierras altas del sur de Marte, registran un período de intenso bombardeo temprano en el sistema solar interior hace unos 3900 millones de años. Desde entonces, la tasa de producción de cráteres en la Tierra ha sido considerablemente más baja, pero no obstante es apreciable; la Tierra experimenta de uno a tres impactos lo suficientemente grandes como para producir un cráter de 20 kilómetros de diámetro (12 millas) aproximadamente una vez cada millón de años en promedio. Esto indica que debería haber muchos más cráteres relativamente jóvenes en el planeta de los que se han descubierto hasta ahora. La tasa de formación de cráteres en el sistema solar interior fluctúa como consecuencia de las colisiones en el cinturón de asteroides que crean una familia de fragmentos que a menudo se envían en cascada hacia el sistema solar interior. Formada en una colisión hace 80 millones de años, se cree que la familia de asteroides Baptistina causó un gran aumento en la tasa de impacto. Debe tenerse en cuenta que la tasa de formación de cráteres de impacto en el sistema solar exterior podría ser diferente de la del sistema solar interior.
Aunque los procesos superficiales activos de la Tierra destruyen rápidamente el registro de impactos, se han identificado alrededor de 190 cráteres de impacto terrestres. Estos varían en diámetro desde unas pocas decenas de metros hasta unos 300 km (190 mi), y varían en edad desde tiempos recientes (por ejemplo, los cráteres Sikhote-Alin en Rusia cuya creación fue presenciada en 1947) hasta más de dos mil millones de años, aunque la mayoría tiene menos de 500 millones de años porque los procesos geológicos tienden a borrar los cráteres más antiguos. También se encuentran selectivamente en las regiones interiores estables de los continentes.  Se han descubierto pocos cráteres submarinos debido a la dificultad de inspeccionar el fondo del mar, la rápida tasa de cambio del fondo del océano y la subducción del fondo del océano al interior de la Tierra por procesos de tectónica de placas.
Los cráteres de impacto no deben confundirse con accidentes geográficos que pueden parecer similares, incluidas calderas, sumideros, circos glaciares, diques anulares, domos de sal y otros.

## Historia
Daniel M. Barringer, ingeniero de minas, estaba convencido ya en 1903 de que el cráter que poseía, el cráter Barringer, era de origen cósmico. Sin embargo, la mayoría de los geólogos de la época asumieron que se formó como resultado de una erupción volcánica de vapor.

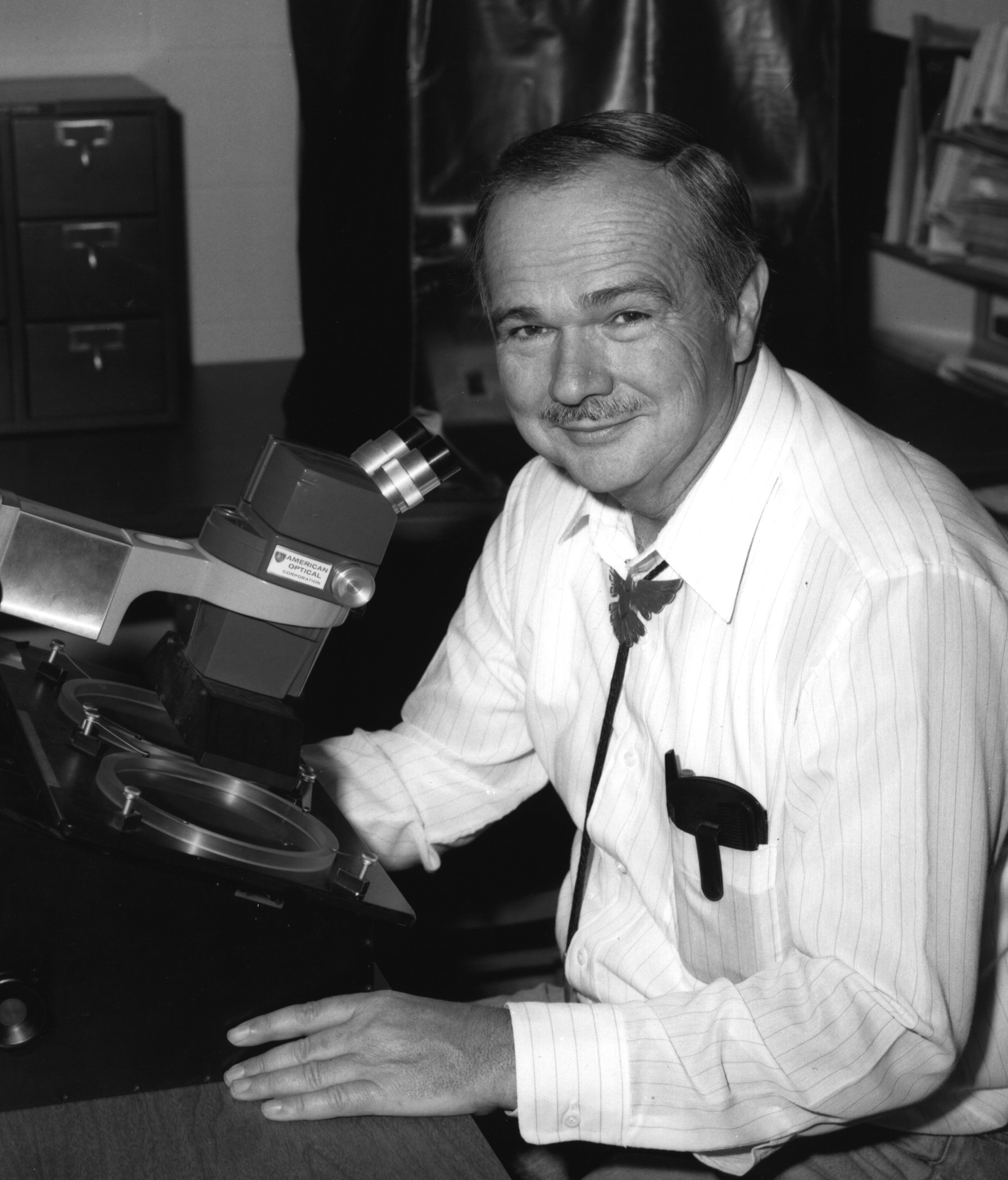
Eugene Shoemaker, investigador pionero de cráteres de impacto, aquí en un microscopio petrográfico utilizado para examinar meteoritos

En la década de 1920, el geólogo estadounidense Walter H. Bucher estudió varios sitios ahora reconocidos como cráteres de impacto en los Estados Unidos. Llegó a la conclusión de que habían sido creados por algún gran evento explosivo, pero creía que esta fuerza probablemente era de origen volcánico. Sin embargo, en 1936, los geólogos John D. Boon y Claude C. Albritton Jr. revisaron los estudios de Bucher y concluyeron que los cráteres que estudió probablemente se formaron por impactos.
Grove Karl Gilbert sugirió en 1893 que los cráteres de la Luna se formaron por grandes impactos de asteroides. Ralph Baldwin en 1949 escribió que los cráteres de la Luna eran en su mayoría de origen de impacto. Alrededor de 1960, Gene Shoemaker revivió la idea. Según David H. Levy, Gene vio los cráteres de la Luna como sitios lógicos de impacto que no se formaron gradualmente, en  eones, sino de forma explosiva, en segundos. Para su doctorado en Princeton (1960), bajo la dirección de Harry Hammond Hess, Shoemaker estudió la dinámica de impacto del cráter del cráter Barringer. Shoemaker notó que Meteor Crater tenía la misma forma y estructura que dos cráteres de explosión creado a partir de pruebas de bombas atómicas en el sitio de pruebas de Nevada, en particular Jangle U en 1951 y Teapot Ess en 1955. En 1960, Edward C. T. Chao y Shoemaker identificaron coesita (una forma de dióxido de silicio ) en Meteor Crater, lo que demuestra que el cráter se formó a partir de un impacto que genera temperaturas y presiones extremadamente altas. Siguieron este descubrimiento con la identificación de coesita dentro de suevita en Ries de Nördlingen, lo que demuestra su origen de impacto.
Armados con el conocimiento de las características metamórficas de choque, Carlyle S. Beals y sus colegas del Observatorio Astrofísico Dominion en  Victoria, Columbia Británica, Canadá y Wolf von Engelhardt de la Universidad de Tübingen en Alemania comenzaron una búsqueda metódica de cráteres de impacto. Para 1970, habían identificado más de 50. Aunque su trabajo fue controvertido, los alunizajes del  Apolo estadounidense, que estaban en progreso en ese momento, proporcionaron evidencia de apoyo al reconocer la tasa de cráteres de impacto en la Luna. Debido a que los procesos de erosión en la Luna son mínimos, los cráteres persisten. Dado que se podía esperar que la Tierra tuviera aproximadamente la misma tasa de formación de cráteres que la Luna, quedó claro que la Tierra había sufrido muchos más impactos de los que se podían ver contando los cráteres evidentes.

## Características

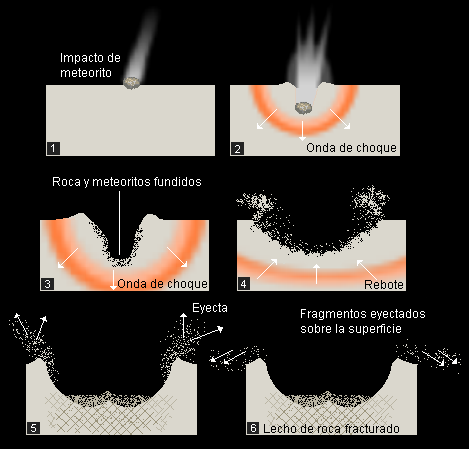
Secuencia de formación de un cráter de impacto

Los meteoritos que caen sobre los astros pueden tener dimensiones muy diferentes comprendidas entre la de ínfimos granos de polvo y la de asteroides de decenas de kilómetros. La energía cinética de un meteorito es tan grande que su disipación brusca en el suelo provoca su fragmentación violenta.
Ha habido casos, cuando la masa del meteorito ha sido muy grande, en los que la lava procedente del interior irrumpe en la excavación y forma un lago que, al solidificarse, confiere al cráter un fondo llano. En razón de su forma, los cráteres de ese tipo se denominan circos.
La extraordinaria potencia de esos proyectiles caídos del cielo queda fácilmente explicada por su velocidad (de 50 000 a 100 000km/h) y por su masa. La combinación de estos dos parámetros se traduce en una energía cinética colosal: un meteorito de 250 m de diámetro llegado a 75 000 km/h libera tanta energía como el mayor terremoto terrestre o erupción volcánica que la historia de nuestro planeta conozca.
Se ha demostrado experimentalmente que la forma de los cráteres es idéntica a la que resulta de la explosión en el suelo de un proyectil o de una bomba, o sea la de un tazón (la voz cráter viene del griego cratera: "vasija"). El cráter de impacto genera una serie de modificaciones sobre el paisaje producido por el violento suceso de colisión provocado, dando lugar a rocas modificadas llamadas brechas, y además arroja gran cantidad de material fundido en las inmediaciones del área.

## Efectos de la atmósfera
En los planetas que tienen una envoltura gaseosa los cráteres son menos numerosos. La fricción con la atmósfera frena bruscamente a los meteoritos y estos sufren un calentamiento muy intenso. Su temperatura llega a millares de grados y puede dar lugar a tres fenómenos diferentes según sean la composición, la masa, la velocidad, la dirección y la forma del meteorito. Se puede producir volatilización a gran altura (cae entonces lentamente al suelo un polvillo meteorítico); desintegración cerca del suelo, debida a la enorme diferencia de temperatura entre el interior y el exterior del meteorito (en cuyo caso los fragmentos mayores proyectados en la dirección del suelo se comportan en el terreno como si fueran otros tantos meteoritos primarios); desgaste considerable durante la travesía de la atmósfera (ablación). En este caso puede llegar al suelo algo así como un bloque homogéneo, que si mide varios metros produce la desintegración explosiva ya señalada. Así, la presencia de atmósfera tiene como consecuencia la reducción del número y las dimensiones de los meteoritos que llegan al suelo.
Además, la atmósfera ejerce otras acciones que con el tiempo borran las huellas dejadas en el suelo por estos impactos. Se trata de la erosión, que puede revestir muchas formas: aguas corrientes, viento, congelación y descongelación del suelo, actividad biológica, etc. Todo ello concurre a colmar las depresiones de los cráteres y a desgastar la muralla de los circos.

## Cráteres en cuerpos planetarios del sistema solar
|  | En Mercurio Cráteres en la superficie de Mercurio. Imagen captada por la misión Mariner 10 El planeta Mercurio carece prácticamente de atmósfera y, por consiguiente, su suelo presenta un aspecto que en nada difiere del de la Luna: la superficie mercuriana está enteramente salpicada de cráteres de impacto. |
|  | En Venus Cráter Dickinson en la superficie de Venus. Imagen tomada por la misión Magallanes En Venus existen alrededor de un millar de cráteres de impacto con tamaños que varían entre 1,5 y 280 km. No los hay con un diámetro menor debido a la densidad de la atmósfera, sobreviviendo únicamente aquellos meteoritos que son superiores a un tamaño crítico. Un ejemplo es el cráter Maria Celeste, con 96,6 km de diámetro. La gran actividad volcánica y tectónica que tiene el planeta hace que existan menos cráteres que en Mercurio. |
|  | En la Tierra Cráter del Meteorito o Cráter Barringer, en Flagstaff, Arizona Pese a su atmósfera mucho más densa que la de Marte, la Tierra no ha escapado al bombardeo meteorítico. Suponiendo que en promedio pasen 10 000 años entre la caída de 2 meteoritos capaces de excavar un cráter de 750 m de diámetro, desde hace 4000 millones de años terrestres han debido caer unos 400.000. Y teniendo en cuenta que los mares ocupan las siete décimas partes de la superficie del globo, solo en los continentes deben existir unos 120.000 astroblemas de más o menos 750 m de diámetro. De ellos han sido inventariados unos centenares presuntamente meteoríticos, entre los cuales cerca de 170 lo son ciertamente o con mucha probabilidad. El más conocido en el Cráter Barringer, en Flagstaff, Arizona. El mayor de todos se encuentra cerca de la ciudad de Astaná, Kazajistán, que mide 350 km de diámetro. Ver: Lista de cráteres en la Tierra |
|  | En la Luna Cráter Copernicus en la superficie de la Luna. Imagen tomada por la misión Apolo 17 Acribillado por proyectiles celestes de todos los tamaños, el suelo lunar presenta hoy millones de cráteres cuyo diámetro se halla comprendido entre algunos centímetros a centenares de kilómetros. Como la caída de los meteoritos ha ocurrido desde hace miles de millones de años, muchos cráteres recientes se han formado en la estructura de otros anteriores. Ver: Lista de cráteres de la Luna |
|  | En Marte Galle, conocido como «Happy Face Crater». Marte tiene una atmósfera tan tenue que ha podido ser franqueada por un número de meteoritos proporcionalmente menor que el de los que han acribillado el suelo lunar, pero mayor que el de los que han caído sobre la Tierra en el mismo tiempo. Por otra parte, por tenue que sea su atmósfera, ella ha ejercido durante millones de años una acción erosiva que ha colmado muchos cráteres menores y desgastado las murallas de los mayores. El suelo marciano conserva actualmente no pocos cráteres, pero no está salpicado enteramente como la Luna o Mercurio. |

## Cráteres meteoríticos en la Tierra
Ordenados por continentes, en cada enlace siguiente aparece una lista de cráteres meteoríticos inventariados por los científicos:
- En Europa
- En Asia
- En África
- En América
- En Oceanía